# Bourg-du-Bost
Bourg-du-Bost (okzitanisch Lu Borg dau Bòsc) ist eine französische Gemeinde mit 237 Einwohnern (Stand 1. Januar 2022) im Nordwesten des Départements Dordogne in der Region Nouvelle-Aquitaine (vor 2016 Aquitanien). Die Gemeinde gehört zum Arrondissement Périgueux und zum Kanton Ribérac. Sie besteht aus dem Hauptort und einigen Einzelgehöften (fermes).

## Lage und Klima
Der Ort Bourg-du-Bost liegt in einer Schleife der Dronne knapp 44 km (Fahrtstrecke) nordwestlich von Périgueux in einer Höhe von ca. 80 m. Die Stadt Ribérac liegt nur etwa 8 km südöstlich. Das Klima ist gemäßigt, Regen (ca. 835 mm/Jahr) fällt übers Jahr verteilt.

## Bevölkerungsentwicklung
| Jahr      | 1800 | 1851 | 1901 | 1954 | 1999 | 2015 |
| Einwohner | 473  | 453  | 340  | 229  | 200  | 233  |

Der kontinuierliche Bevölkerungsrückgang im 20. Jahrhundert ist im Wesentlichen auf die Mechanisierung der Landwirtschaft und die Aufgabe von bäuerlichen Kleinbetrieben zurückzuführen.

## Wirtschaft
Die Gemeinde ist traditionell land- und forstwirtschaftlich orientiert; die Bewohner lebten jahrhundertelang als Selbstversorger. Heute spielen auch die Fischzucht und die Vermietung von Ferienwohnungen (gîtes) wichtige Rollen im Wirtschaftsleben.

## Geschichte
Zur mittelalterlichen Geschichte des Ortes ist nichts bekannt. Die im 13. Jahrhundert erbaute Kirche war abhängig von der nur ca. 9 km westlich gelegenen Kollegiatkirche von Aubeterre.

## Sehenswürdigkeiten
Die äußerlich schmucklose spätromanische Kirche Notre-Dame de l’Assomption ist der Himmelfahrt Mariens geweiht; sie hat einen – vielleicht nach einem Brand oder nach Zerstörungen im Hundertjährigen Krieg (1337–1453) erhöhten – apsidialen Chorschluss und einen ebenfalls nachträglich aufgesetzten Vierungsturm; das auf der Südseite befindliche Portal tritt geringfügig aus der Mauerflucht hervor. Das Kirchenschiff war ursprünglich gewölbt; nach dem Einsturz wurde es mit einer hölzernen Flachdecke überspannt. Das Joch vor dem Chor ist mit einer querovalen Kuppel gewölbt. In der Apsis und in der Vierungskuppel befinden sich Freskenreste aus dem 16. Jahrhundert. Die Kirche ist seit dem Jahr 1947 als Monument historique eingeschrieben.